# Atarashii Gakko!
Atarashii Gakko! (jap. 新しい学校のリーダーズ Atarashii Gakkou no Leaders) – japoński girls band j-popowy założony w 2015 roku. Grupą zarządzają wspólnie Asobisystem, Twin Planet i TV Asahi Music. 

## Historia
W Japonii grupa zadebiutowała w czerwcu 2017 roku pod szyldem JVCKenwood Victor Entertainment z singlem Dokubana, a na świecie w styczniu 2021 roku pod szyldem 88rising z singlem Nainainai.
9 stycznia 2024 r. zespół zagrał swój pierwszy koncert w Nippon Budōkan, zatytułowany Seishun Shurai (Inwazja młodości).
W 2020 roku zespół podpisał kontrakt z wytwórnią 88rising, która promuje grupę na arenie międzynarodowej. W 2021 roku pracowały nad nowymi utworami w Los Angeles z producentem Money Markiem, z których kilka znalazło się na ich EP-ce Snacktime, która ukazała się w tym samym roku.

## Skład
| Pseudonim   | Pseudonim | Data urodzenia    | Miejsce urodzenia |
| Latynizacja | Japoński  | Data urodzenia    | Miejsce urodzenia |
| ----------- | --------- | ----------------- | ----------------- |
| Mizyu       | みぢゅ    | 22 grudnia 1998   | Tokio             |
| Rin         | りん      | 11 września 2001  | Saitama           |
| Suzuka      | すずか    | 29 listopada 2001 | Osaka             |
| Kanon       | かのん    | 18 stycznia 2002  | Gunma             |

## Dyskografia

### Albumy studyjne
- Maenarawanai (マエナラワナイ) (2018)
- Wakage Gaitaru (若気ガイタル) (2019)
- AG! Calling (2024)

### Single
- Gakkou Ikeya (学校行けやあ) (2017)
- Dokubana (毒花) (2017)
- Kimiwaina'17 (キミワイナ'17) (2017)
- Koi no Shadanki feat.H Zettrio (恋の遮断機 feat.H ZETTRIO) (2018)
- Saishujinrui (最終人類) (2018)
- Ookami no Uta (狼の詩) (2018)
- Mayoeba Totoshi (迷えば尊し) (2018)
- Koi Geba (恋ゲバ) (2019)
- Otonablue (オトナブルー) (2020)
- Que Sera Sera (ケセラセラ) (2020)
- Koibumi (恋文) (2020)
- Nainainai (2021)
- Freaks (z Warren Hue) (2021)
- Pineapple Kryptonite (2021)
- Woo! Go! (2022)
- Baby [Amazon Original] (z Seiho) (2022)
- Hanako (2022)
- The Edge (2023)
- Janaindayo (じゃないんだよ) (2023)
- Maningen (マ人間) (2023)
- Tokyo Calling (2023)
- Toryanse (とおりゃんせ) (2024)
- Hello (2024)
- Ghostbusters: Frozen Summer (2024)
- Change (2024)

### EP
- Snacktime (2021)
- Ichijikikoku (一時帰国) (2023)
- Maningen (マ人間) (2023)